# Maurice Gevrey
Maurice-Joseph Gevrey (13 mars 1884 à Fauverney – mort le 19 septembre 1957 dans le même village) est un mathématicien français qui s'est consacré aux équations aux dérivées partielles. Normalien et agrégé de mathématiques (1909), il fut recruté à l'université de Bourgogne en 1919, il y fut titularisé l'année suivante. Il a dégagé le concept de classe de Gevrey (1918).